# Ritchie Blackmore
Richard Hugh «Ritchie» Blackmore (Weston-super-Mare, Inglaterra, 14 de abril de 1945) es un músico británico conocido principalmente por ser el guitarrista y fundador de los grupos Deep Purple, Rainbow y Blackmore's Night. En la década de 1960, Blackmore formó parte del grupo instrumental The Outlaws, además de colaborar como músico de sesión con cantantes como Glenda Collins, Heinz, Screaming Lord Sutch o Neil Christian, entre otros. En 1968 fundó Deep Purple, con la que alcanzó el éxito comercial, aunque después de seis años y grabar nueve álbumes de estudio, abandonó la formación en 1974 por diferencias creativas con los demás miembros. A raíz de su salida, formó el proyecto Rainbow, con el que grabó ocho discos.
En 1984, disolvió Rainbow y volvió a unirse con sus antiguos compañeros de Deep Purple, aunque debido a su mala relación con el vocalista Ian Gillan, abandonó la formación en 1993. Poco después volvió a reunir Rainbow para grabar un álbum de estudio; sin embargo, la disolvió años más tarde para crear el grupo de folk Blackmore's Night junto a su actual esposa, Candice Night.

## Primeros años
Richard Hugh Blackmore nació el 14 de abril de 1945 en el hospital Allandale Nursing Home de Weston-super-Mare, al Sudoeste de Inglaterra. Su padre, Lewis John Blackmore, era originario de Cardiff y trabajaba en la industria de la aviación, mientras que su madre, Violet Short, era natural de Bristol. Dos años después, la familia, completada por su hermano mayor Paul; se mudó a Heston, por motivos laborales de su progenitor. Durante su niñez, Blackmore comenzó a escuchar a artistas como Elvis Presley, Buddy Holly, Duane Eddy o Bill Haley, que se convertirían en sus primeras influencias musicales. A los once años, su padre le compró una guitarra acústica y le instó a tomar clases. El joven comenzó a progresar con su instrumento, aunque su rendimiento escolar descendió significativamente. Con 13 años formó su primer grupo, 21's Junior Skiffle Group, junto a algunos compañeros de la escuela. En 1959, su padre volvió a comprarle otra guitarra, esta vez eléctrica. Al año siguiente conoció a Big Jim Sullivan, que se había convertido en uno de sus ídolos y que aceptó en darle clases. Curiosamente, aunque quería aprender rock, la primera pieza que Sullivan le enseñó fue una gavota de Johann Sebastian Bach.
Debido a sus malos resultados escolares, a los quince años tomó la decisión de abandonar el colegio y comenzó a trabajar como aprendiz del operario de radio en el aeropuerto de Heathrow, donde también trabajaban su padre y su hermano.
En 1963, Blackmore comenzó su carrera como músico de sesión en algunos trabajos del productor Joe Meek. Ese mismo año ingresó como guitarrista en la banda de rock instrumental The Outlaws, con la cual realizó algunas actuaciones en directo, y participó como músico de estudio de la cantante Glenda Collins y el vocalista Heinz, con el que grabó el sencillo «Just Like Eddie», que alcanzó el quinto puesto en la lista inglesa. Por otra parte, también formó parte de las bandas de Screaming Lord Sutch o Neil Christian, entre otros.

## Carrera

### 1968-1974: Deep Purple
En 1968, recibió la invitación de Chris Curtis para crear una banda de rock llamada Deep Purple, aunque Curtis la abandonaría antes de que ésta estuviera completamente formada. Los restantes miembros del grupo eran el teclista Jon Lord, el bajista Nick Simper, el vocalista Rod Evans y el batería Ian Paice. El sonido de Deep Purple por esa época estaba centrado en el rock psicodélico, el progresivo y el pop de los años 1960. Su álbum debut, Shades of Deep Purple (1968), incluyó el sencillo «Hush», que llegó a la cuarta posición del Billboard Hot 100; sin embargo, sus siguientes discos, The Book of Taliesyn (1968) y Deep Purple (1969) no tuvieron el éxito de su antecesor. En aquellos momentos, Jon Lord era el líder y principal compositor del grupo, mientras que Blackmore sólo añadía algunos riffs.

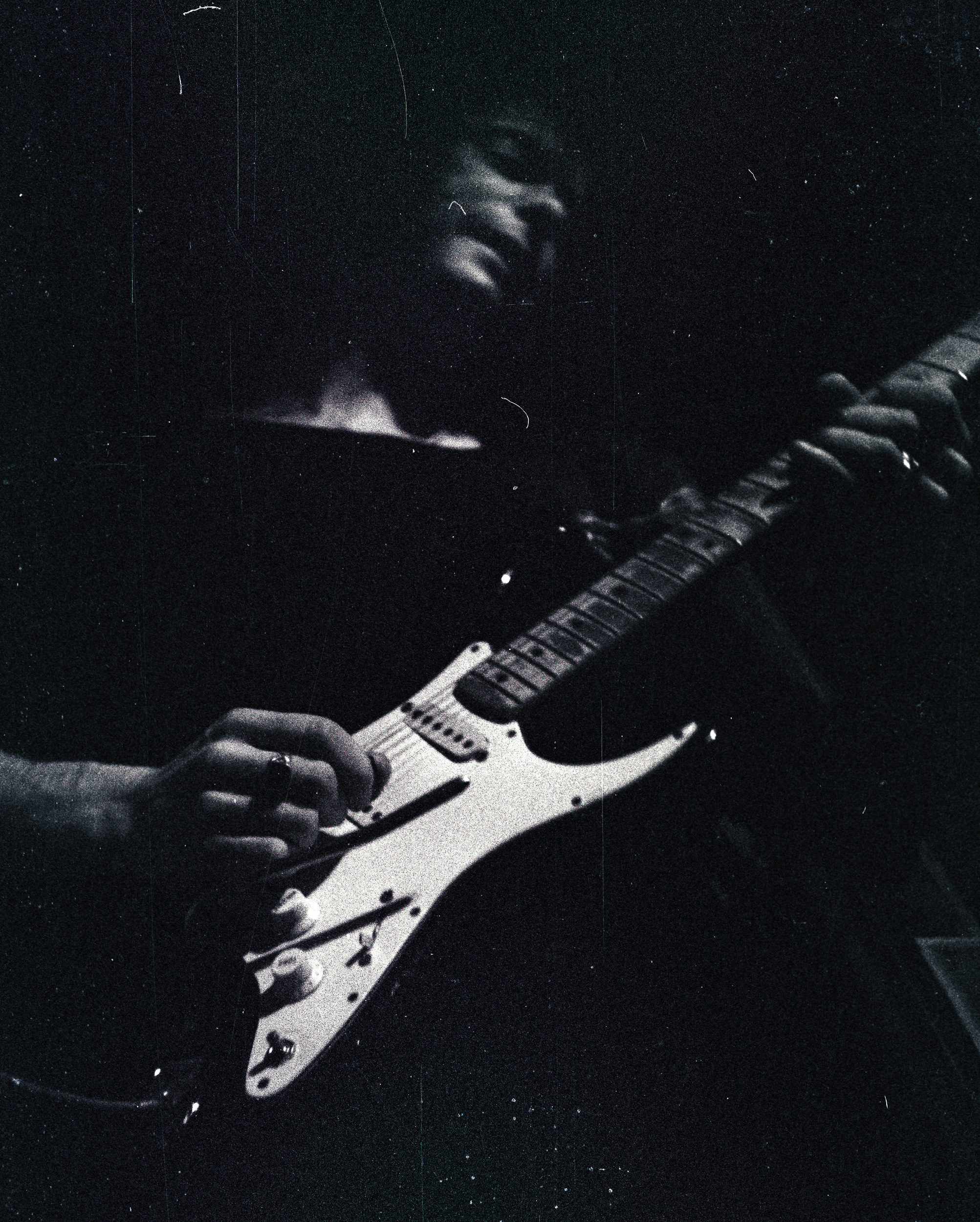
Ritchie Blackmore actuando en Hannover, en 1970.

Ante la mala recepción de sus últimos álbumes, Blackmore, Lord y Paice decidieron cambiar la dirección musical de Deep Purple, por lo que destituyeron a Evans y Simper y les reemplazaron por Ian Gillan y Roger Glover, ambos provenientes de Episode Six. El primer trabajo con estos miembros fue el álbum en directo Concerto for Group and Orchestra, grabado con la Orquesta Filarmónica Real en el Royal Albert Hall, en septiembre de 1969. Blackmore no quedó satisfecho y comentó a Lord su idea de que el próximo disco tuviera un sonido más rock; si este no tenía éxito, tocaría con orquestas el resto de su vida. El guitarrista tomó entonces el control creativo y el resultado fue el álbum Deep Purple in Rock, que tuvo una buena acogida por parte de crítica y público.
A finales de 1970, la banda se trasladó a una vieja casa en Devon, al suroeste de Inglaterra, para componer un nuevo álbum de estudio. Allí el guitarrista, que había empezado a mostrar interés por el ocultismo, rompió con un hacha la puerta de la habitación de Roger Glover porque quería hacerse con su crucifijo. Este incidente y la mala relación con Ian Gillan a punto estuvieron de provocar la disolución del grupo. Tras abandonar Devon, el grupo grabó y publicó Fireball (1971), que a pesar de ser el favorito del vocalista fue considerado por Blackmore como una equivocación.
En diciembre de 1971, Deep Purple se desplazó a Montreux (Suiza), para iniciar la grabación del álbum Machine Head. Durante su estancia, los miembros del grupo recibieron la invitación de acudir al concierto de Frank Zappa en el casino de la ciudad. En dicho concierto, un aficionado lanzó una bengala que incendió el local. Este hecho inspiró la composición del tema «Smoke on the Water», considerado como uno de los mejores del historia del rock y que se convirtió en la canción más reconocible del grupo gracias a su riff inicial.
Tras publicar el disco Who Do We Think We Are a comienzos de 1973, Gillan desveló su futura salida del conjunto por diferencias musicales con Blackmore y el cansancio por el excesivo trabajo sin descanso con el grupo. Durante esa época, el guitarrista también anunció su intención de dejar Deep Purple para comenzar un nuevo proyecto junto a Phil Lynott de Thin Lizzy. Paice y Lord no querían que se fuera, así que este puso como condición que Roger Glover fuera despedido a cambio de permanecer en la formación. En junio de 1973, el bajista y Gillan realizaron sus últimas actuaciones con la banda.
Para suplir a Gillan, Blackmore propuso a Paul Rodgers de Free, aunque este rechazó la oferta. El puesto de bajista lo ocupó Glenn Hughes de Trapeze, quien puso como condición ser también el único vocalista. Sin embargo, la banda prefirió contratar a otro músico que ejerciera el papel de cantante principal. El elegido fue un conocido de Lord, David Coverdale. Esta nueva formación, con dos voces y con Blackmore como líder, hizo su debut con el álbum de estudio Burn, publicado a comienzos de 1974.
El 6 de abril de 1974, Deep Purple participó en el festival California Jam de California. Aunque inicialmente sería la última banda en actuar, la organización decidió que quien cerrara la velada fuera Emerson, Lake & Palmer. Este hecho enfureció a Blackmore, que se encerró en su camerino y se negó a actuar. Tras varios minutos de discusión, el guitarrista finalmente aceptó y se subió al escenario con el resto del grupo. Durante la última canción, «Space Truckin'», destrozó una de las cámaras de ABC, tiró varios amplificadores al foso y dio orden a su pipa de que incendiara los equipos. El escenario acabó cubierto de humo y la banda tuvo que abandonar el recinto en helicóptero para evitar un posible arresto.
En verano de ese mismo año (1974) comenzaron a grabar un nuevo álbum, Stormbringer, publicado en noviembre. Blackmore quería incluir una versión del tema de Quatermass «Black Sheep of the Family», aunque el resto del grupo lo rechazó. Esta situación, unida a la nueva orientación de Deep Purple hacía el funk provocó la dimisión del guitarrista. Su sustituto fue Tommy Bolin.

### 1975-1984: Rainbow
En 1975, tras abandonar Deep Purple, Blackmore decidió formar un proyecto en solitario con la colaboración de los miembros de Elf; el vocalista Ronnie James Dio, el batería Gary Driscoll, el bajista Craig Gruber y el teclista Micky Lee Soule. El proyecto, nombrado originalmente Ritchie Blackmore's Rainbow, publicó su álbum debut, titulado de manera homónima, en agosto de ese año. Poco después, el guitarrista cambió el nombre del grupo simplemente a Rainbow.

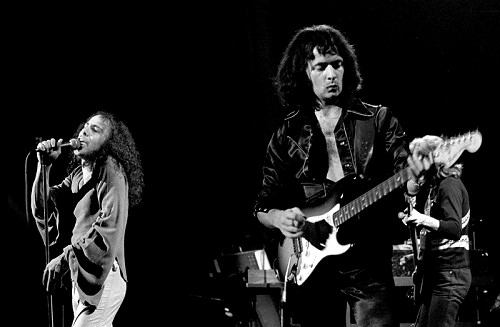
Actuación de Rainbow en Oslo, en septiembre de 1977.

Por aquellos momentos, Blackmore también estaba recibiendo clases de violonchelo de Hugh McDowell (miembro de la Electric Light Orchestra). Las letras de las canciones, orientadas hacia temas medievales, fueron escritas por Dio. Tras el lanzamiento del álbum, Blackmore despidió a sus compañeros, a excepción de Dio, y para reemplazarlos contrató al batería Cozy Powell, al teclista Tony Carey y al bajista Jimmy Bain. Esta formación puso a la venta en mayo de 1976, Rising y el álbum en directo On Stage, en julio de 1977. Tras algunos cambios en su formación (Bob Daisley y David Stone sustituyeron a Bain y Carey, respectivamente), Rainbow publicó su tercer álbum de estudio, Long Live Rock 'n' Roll, en abril de 1978. Poco después, Dio abandonó la banda debido a diferencias musicales con Blackmore, a quien ya no le gustaban sus letras orientadas hacia la fantasía. Por su parte, los demás miembros, a excepción de Powell, fueron despedidos por el guitarrista.
Para reemplazar a Dio, el guitarrista pensó en Ian Gillan, que rechazó la oferta; sin embargo realizaron una actuación juntos en el Club Marquee de Londres. Después de varias audiciones se decantó por Graham Bonnet, excomponente de The Marbles. Por otra parte, Blackmore volvió a hacerse amigo de su excompañero en Deep Purple Roger Glover y este ingresó en Rainbow como productor, bajista y letrista. Junto al nuevo teclista Don Airey, la nueva formación publicó en julio de 1979 el álbum Down to Earth. El disco contiene su primer sencillo de éxito, «Since You Been Gone», una versión de Russ Ballard.
En 1980, Cozy Powell abandonó la banda debido a su aversión al sonido pop rock que esta había adquirido. Por su parte, Blackmore despidió a Bonnet después de que actuara ebrio en el festival Monsters of Rock. Sus sustitutos fueron el batería Bobby Rondinelli y el vocalista Joe Lynn Turner, con el objetivo de que la formación sonara más comercial. Con estos nuevos miembros, Rainbow publicó Difficult to Cure en febrero de 1981, cuyo tema homónimo es un arreglo de la Novena Sinfonía de Beethoven. Blackmore declararía más tarde: «En el blues he encontrado muchas limitaciones y la música clásica está demasiado disciplinada. Siempre me he sentido en tierra musical de nadie». El sonido de Difficult to Cure, guardó similitudes con el estilo del album-oriented rock del grupo de pop rock Foreigner, que en aquellos momentos era uno de los favoritos del guitarrista. Su siguiente trabajo, Straight Between the Eyes (1982), continuó con el estilo musical de su antecesor. A este le siguió Bent Out of Shape (1983), que incluye el tema instrumental «Anybody There»; el cual logró una nominación al Grammy en la categoría de mejor interpretación instrumental de rock.

### 1984-1993: Retorno a Deep Purple

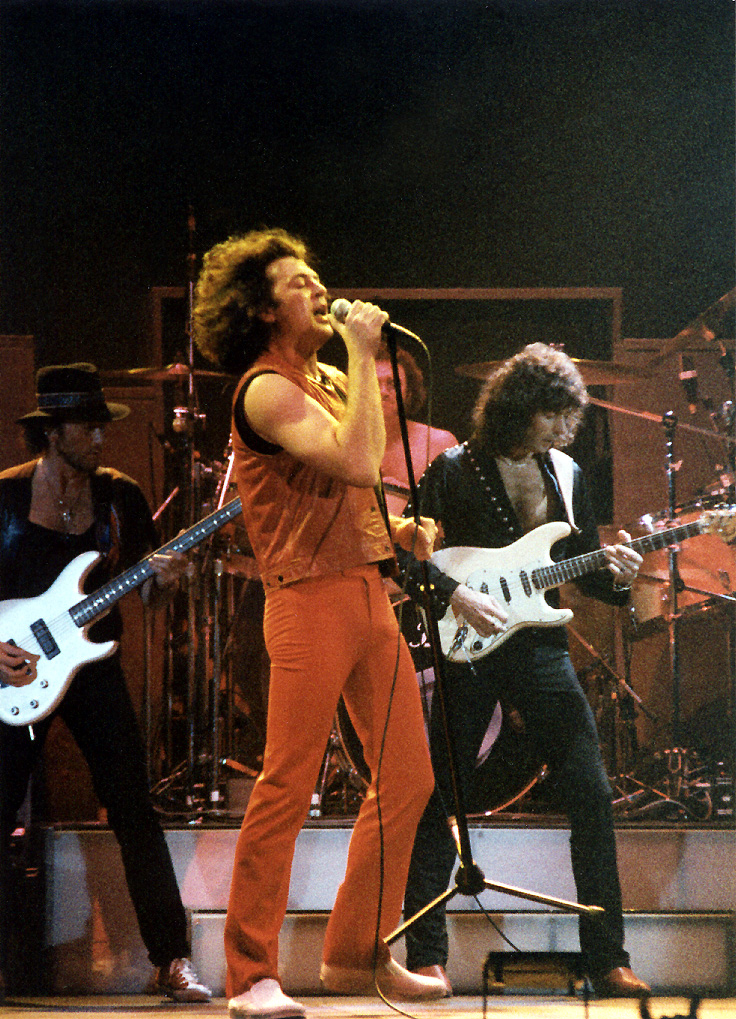
Blackmore (a la derecha) actuando con Deep Purple en California, en 1985.

En 1984, Blackmore y Glover disolvieron Rainbow para reformar Deep Purple junto a Jon Lord, Ian Paice e Ian Gillan. El primer álbum tras la reunión del grupo fue Perfect Strangers, publicado ese mismo año; al que siguió The House of Blue Light en 1987. Durante la gira promocional, el guitarrista fue reacio en varias ocasiones a tocar su canción insignia, «Smoke on the Water». Por otro lado, su relación con Gillan volvió a tensarse, de modo que optó por despedirlo tras los compromisos en directo.
El puesto de vocalista lo ocupó su excompañero en Rainbow, Joe Lynn Turner. Su único álbum con este fue Slaves and Masters de 1990. Ante la insistencia de los demás miembros de grupo y la compañía discográfica, Ian Gillan regresó a Deep Purple en 1992. Blackmore era contrario a su llegada y, según el vocalista, exigió a la discográfica que le ingresara en su cuenta bancaria un cuarto de millón de dólares a cambio de trabajar de nuevo con él.
Tras el regreso de Gillan, la banda publicó The Battle Rages On... en 1993. En noviembre, Blackmore abandonó el grupo durante la gira promocional del álbum. Joe Satriani fue contratado para suplirle durante los conciertos restantes.

### 1994-1997: Reunión de Rainbow
En 1994, el guitarrista reformó Rainbow con nuevos miembros apenas conocidos; el bajista Greg Smith, el teclista Paul Morris, el batería John O'Reilly y el vocalista Doogie White. Al año siguiente fue publicado el último trabajo de estudio de la banda, Stranger in Us All. Originalmente iba a ser editado como un álbum de solitario de Blackmore, pero la discográfica le obligó a lanzarlo bajo el nombre Ritchie Blackmore's Rainbow. Una vez más, el guitarrista disolvió Rainbow en 1997 tras la gira promocional del disco.

### 1997-2014: Blackmore's Night

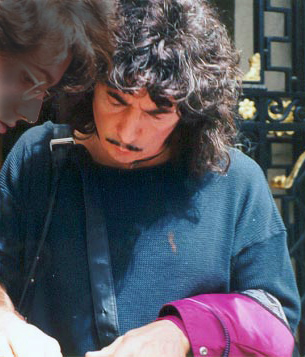
Blackmore firmando autógrafos en Barcelona, en 1997.

Tras disolver su anterior banda, el guitarrista comenzó el proyecto de folk rock Blackmore's Night con su compañera sentimental, Candice Night; quien ya había participado en Stranger in Us All. El estilo del dúo mezcla la música renacentista con las letras románticas de Night. Su debut fue el álbum Shadow of the Moon, publicado en junio de 1997 y que Blackmore calificó como si «Mike Oldfield conociera a Enya». Su segundo trabajo, Under a Violet Moon (editado en 1999), continuó con el estilo folk rock de su antecesor. La letra del tema homónimo fue parcialmente escrita por el guitarrista; Violet era el nombre de su madre y Moon el apellido de su abuela.
En 2001, Blackmore's Night lanzó Fires at Midnight, que incluye una versión del tema de Bob Dylan «The Times They Are a-Changin'». Este trabajo muestra un aumento de pistas de guitarra eléctrica respecto a sus antecesores. A Fires at Midnight le siguieron Ghost of a Rose (2003) y The Village Lanterne (2006). Este último incluye la participación de Joe Lynn Turner en una versión del sencillo de Rainbow «Street of Dreams». Además de The Village Lanterne, ese año el dúo también publicó el álbum de música navideña Winter Carols.
El grupo editó posteriormente Secret Voyage (2008), Autumn Sky (2010) y el álbum en directo A Knight in York (2010). Su siguiente trabajo, Dancer and the Moon (2013), incluyó el tema instrumental «Carry On… Jon»; dedicado a su excompañero en Deep Purple, Jon Lord, fallecido el año anterior.

### 2015-presente: Regreso alrock
En septiembre de 2015, coincidiendo con el lanzamiento del décimo álbum de Blackmore's Night All Our Yesterdays, el guitarrista anunció que realizaría una serie de conciertos en los que interpretaría canciones de Rainbow y Deep Purple. Dos meses después, Blackmore hizo oficial la formación con la que reuniría a Rainbow: el teclista Jens Johansson, el vocalista Ronnie Romero, el batería David Keith y el bajista Bob Nouveau.

## Vida personal

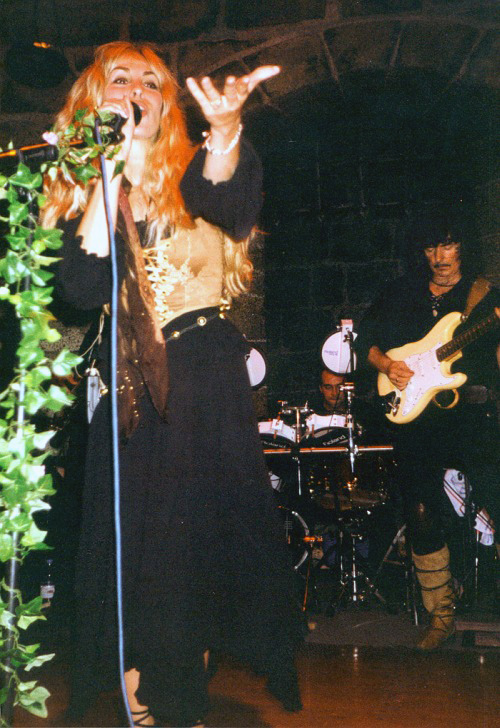
Blackmore y su esposa Candice Night durante una actuación en 2001.

En mayo de 1964, Blackmore contrajo matrimonio con la alemana Margrit Volkmar. La pareja vivió en Hamburgo hasta su divorcio y fruto de su relación nació su primer hijo, Jürgen; que en la actualidad es el guitarrista de la banda tributo a Rainbow Over the Rainbow. Tras la separación, se casó con otra alemana, Bärbel Hardie. Sin embargo, la pareja terminó su relación a comienzos de la década de 1970. El matrimonio con estas dos mujeres facilitó que el guitarrista aprendiera alemán.
Por motivos fiscales se trasladó a los Estados Unidos en 1974. Durante su primer año en América, Blackmore vivió en Oxnard (California); junto a la cantante de ópera Shoshana, que participó en la grabación del álbum debut de Rainbow. En 1978 conoció a Amy Rothman, con quien contrajo matrimonio en 1981, después de trasladarse a Connecticut. La pareja se separó dos años más tarde. A comienzos de 1984, el guitarrista comenzó un noviazgo con Tammi Williams, a quien conoció en Chattanooga (Tennessee). Ese mismo año obtuvo el permiso de conducir y se compró su primer coche.
En 1989, durante un partido de fútbol entre los miembros de Deep Purple y una estación de radio, Blackmore conoció a Candice Night. Night, veintiséis años más joven que él, se acercó para pedirle un autógrafo y después de conversar sobre intereses comunes se hicieron amigos. Dos años más tarde comenzaron a vivir juntos y en 1993 se trasladaron a Long Island. Después de estar quince años prometidos, la pareja contrajo matrimonio en 2008. En 2010 nació su hija Autumn, a la que dedicaron su álbum Autumn Sky y en 2012 su hijo, Rory.

## Legado e influencia
Por su manera de tocar y su trayectoria, Blackmore ha recibido elogios de varios críticos y medios especializados. En 2011 la revista Rolling Stone lo situó en el puesto cincuenta de su lista de los mejores guitarristas de todos los tiempos. Por su parte, en 2004, Guitar World lo posicionó como el decimosexto mejor guitarrista de metal. Debido a sus etapas con Deep Purple y Rainbow está considerado como uno de los arquitectos del heavy metal, y según la cadena televisiva VH1 su único rival cuando se trata de elaborar riffs es Tony Iommi. El músico es a menudo considerado uno de los precursores de la técnica shred, popular en la década de 1980.
Blackmore ha sido mencionado como influencia para guitarristas como Eddie Van Halen, Steve Vai, Yngwie Malmsteen, Fredrik Åkesson, Janick Gers, Paul Gilbert, Phil Collen, Randy Rhoads, Scott Henderson, Robb Flynn, Andreas Kisser, Paul Quinn, Craig Goldy, Joe Stump, Mikael Akerfeldt, Michael Angelo Batio, Dave Mustaine, Lita Ford, Billy Corgan, Vinnie Moore, Kirk Hammett o James Hetfield. Por su parte, el batería de Metallica Lars Ulrich ha alabado en varias ocasiones a Blackmore, de quien destacó que su «salvaje presencia escénica» fue lo que llevó a comprar su primer disco, Fireball. El batería alegó también que los riffs del guitarrista de su etapa con Rainbow influyeron de manera significativa a Metallica. El guitarrista sueco Yngwie Malmsteen reconoció haber sido influenciado por Blackmore en sus inicios, durante su infancia aprendió a tocar en su totalidad Fireball e incluso se vestía como él. Malmsteen además contrató para su banda a tres vocalistas de Rainbow; Joe Lynn Turner, Graham Bonnet y Doogie White.

## Discografía

### Álbumes de estudio
| Deep Purple - 1968: Shades of Deep Purple - 1968: The Book of Taliesyn - 1969: Deep Purple - 1970: Deep Purple in Rock - 1971: Fireball - 1972: Machine Head - 1973: Who Do We Think We Are - 1974: Burn - 1974: Stormbringer - 1984: Perfect Strangers - 1987: The House of Blue Light - 1990: Slaves and Masters - 1993: The Battle Rages On... | Rainbow - 1975: Ritchie Blackmore's Rainbow - 1976: Rising - 1978: Long Live Rock 'n' Roll - 1979: Down to Earth - 1981: Difficult to Cure - 1982: Straight Between the Eyes - 1983: Bent Out of Shape - 1995: Stranger in Us All | Blackmore's Night - 1998: Shadow of the Moon - 1999: Under a Violet Moon - 2001: Fires at Midnight - 2003: Ghost of a Rose - 2006: The Village Lanterne - 2006: Winter Carols - 2008: Secret Voyage - 2010: Autumn Sky - 2013: Dancer and the Moon - 2016: All Our Yesterdays - 2021: Nature's Light |

Otros trabajos
| - 1964: Tribute to Eddie de Heinz - 1970: Lord Sutch and Heavy Friends de Screaming Lord Sutch - 1970: Hands of Jack the Ripper de Screaming Lord Sutch - 1972: Green Bullfrog de Green Bullfrog | - 1972: I Survive de Adam Faith - 1980: Humanesque de Jack Green - 1997: In a Metal Mood: No More Mr. Nice Guy de Pat Boone - 2011: Seeking Major Tom de William Shatner |

Fuente: Allmusic.